# Liste von Persönlichkeiten der Stadt Budweis
Die folgende Übersicht enthält bekannte Persönlichkeiten der Stadt Budweis.

## Söhne und Töchter der Stadt

### Bis 1900
- Wenzel Faber (1455–1518), Astronom, Astrologe, Mediziner und Theologe
- Johann Kandler (um 1530–1600), Rechenmeister, Verfasser eines Rechenbuchs
- Rudolf von Colloredo (1585–1657), Adliger
- Adalbert Gyrowetz (1763–1850), Komponist
- Mathias Kalina von Jäthenstein (1772–1848), Geschichtsforscher und Landwirt
- Karl von Smola (1802–1862), Offizier
- Karl Adalbert Lanna (1805–1866), Großindustrieller
- Wilhelm Lenk von Wolfsberg (1809–1894), österreichischer Feldzeugmeister und Naturwissenschaftler
- Franz Schuselka (1811–1886), Politiker
- Adalbert Lanna der Jüngere (1836–1909), Industrieller, Geschäftsmann, Bauunternehmer und Mitglied des Oberhauses des Kaiserlichen Rates
- Josef Taschek (1857–1939), Politiker und Bürgermeister in Budweis
- Otto Pilny (1866–1936), Kunstmaler
- Emil Roth (1866–nach 1915), Kunsthistoriker, Jurist, Landesregierungsrat
- Edwin Feyerfeil (1887–1950), tschechoslowakischer Politiker und Jurist deutscher Nationalität
- Heinrich Pergler von Perglas (1871–1941), Konteradmiral
- Emil Enhuber (1878–1947), tschechoslowakischer Politiker deutscher Nationalität
- Otto Steinhäusl (1879–1940), österreichischer Polizeibeamter, Polizeipräsident von Wien in der Zeit des Nationalsozialismus
- Robert Knapp (1885–1954), Offizier und NS-Funktionär
- Jan Palouš (1888–1971), Eishockeyspieler
- Karl Franz Leppa (1893–1986), Schriftsteller
- Friedrich Jaksch (1894–1946), Schriftsteller
- Johann Böhm (1895–1952), Chemiker und Hochschullehrer
- Rudolf Tomaschek (1895–1966), Experimentalphysiker
- Karl Pörtl (1898–nach 1987), deutscher Jurist
- Rudolf Perner (1899–1982), deutscher Glockengießer
- Hermann Wunderlich (1899–1981), Architekt und Hochschullehrer
- Alexander Slawik (1900–1997), Japanologe und Professor

### 20. Jahrhundert

#### 1901 bis 1950
- Josef Franz Leppa (Pseudonym: Konrad Leppa) (1901–1980), Militärhistoriker, Schriftsteller und Journalist, Bruder des Karl Franz Leppa
- Erich Kittel (1902–1974), deutscher Archivar, Direktor des Staatsarchives Detmold
- Josef Plojhar (1902–1981), katholischer Priester, Politiker und Autor
- Karl Adalbert Sedlmeyer (1903–1988), Geograph und Hochschullehrer
- Ladislav Mikeš Pařízek (1907–1988), Schriftsteller und Journalist
- Norbert Frýd (1913–1976), Schriftsteller und Publizist
- Götz Fehr (1918–1982), Rotkreuz-Aktivist, Kulturvermittler und Sachbuchautor
- Rolf Thiele (1918–1994), Regisseur, Drehbuchautor und Filmproduzent

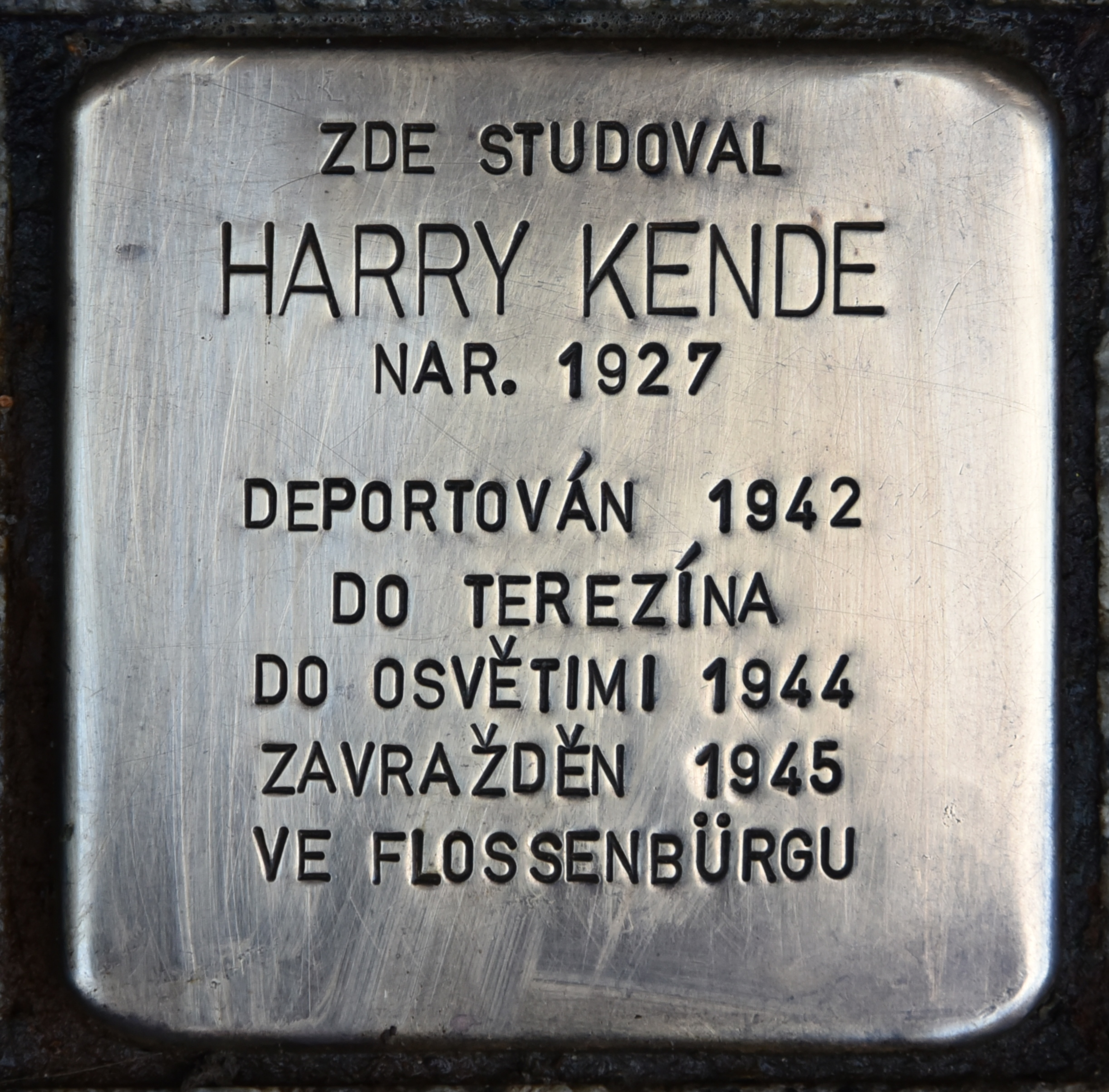
Stolperstein für Harry Kende (1927–1945), ermordet vom NS-Regime

- Pavel Vondruška (1925–2011), Schauspieler und Musiker
- Jiří Císler (1928–2004), Schauspieler, Bühnenautor, Regisseur, Musiker und Komponist
- Haro Senft (1928–2016), Filmregisseur, Drehbuchautor und Filmproduzent
- Jindřich Vydra (* 1930), Maler und Mosaikkünstler
- Paul Kruntorad (1935–2006), Schriftsteller, Dramaturg, Ausstellungsmacher, Herausgeber und Kulturkritiker
- Klaus Pörtl (* 1938), Romanist, Professor für Hispanistik
- Horst Aspöck (* 1939), Parasitologe und Entomologe
- Jaroslav Krček (* 1939), Komponist und Dirigent
- Marta Kubišová (* 1942), Sängerin
- Petr Pavlásek (1947–2023), Gewichtheber
- Vladimír Remek (* 1948), Raumfahrer
- Jan Zahradník (* 1949), Politiker

#### 1951 bis 2000
- Zdeněk Prokeš (1953–2024), Fußballspieler
- Milan Štěch (* 1953), Politiker
- Pavel Tobiáš (* 1955), Fußballspieler und -trainer
- František Straka (* 1958), Fußballspieler und -trainer
- František Malenínský (* 1959), Militärperson
- Marka Míková (* 1959 als Marie Horáková), Schauspielerin und Sängerin
- Marta Urbanová (* 1960), Hockeyspielerin
- Pavlína Jíšová (* 1962), Folk- und Country-Sängerin
- Karel Roden (* 1962), Schauspieler
- Barbora Hrzánová (* 1964), Schauspielerin und Sängerin
- Veronika Vrecionová (* 1965), Politikerin
- Jiří Hájíček (* 1967), Schriftsteller
- Karel Vácha (* 1970), Fußballspieler
- Jiří Lerch (* 1971), Fußballspieler
- Jaroslav Modrý (* 1971), Eishockeyspieler
- Roman Kondelik (* 1972), Eishockeytorhüter
- Kamil Ťoupal (* 1973), Eishockeyspieler
- Radek Mynář (* 1974), Fußballspieler
- Stanislav Neckář (* 1975), Eishockeyspieler
- Václav Prospal (* 1975), Eishockeyspieler
- Veronika Zemanová (* 1975), Erotik-Model, Fotografin und Musikerin
- Martin Masák (* 1976), Eishockeyspieler
- Richard Faltus (* 1977), Radrennfahrer
- Roman Lengyel (* 1978), Fußballspieler
- Vladimíra Uhlířová (* 1978), Tennisspielerin
- Adam Homolka (* 1979), Radsportler
- Josef Melichar (* 1979), Eishockeyspieler
- Zdeněk Kutlák (* 1980), Eishockeyspieler
- David Lafata (* 1981), Fußballspieler
- Martin Hebík (* 1982), Radrennfahrer
- Václav Nedorost (* 1982), Eishockeyspieler
- Filip Novák (* 1982), Eishockeyspieler
- Martin Zlámalík (* 1982), Radrennfahrer
- Jiří Kladrubský (* 1985), Fußballspieler
- Jiří Mádl (* 1986), Schauspieler
- Tomáš Mertl (* 1986), Eishockeyspieler
- Adam Vojtěch (* 1986), Politiker, Jurist und Musiker
- Martin Hanzal (* 1987), Eishockeyspieler
- Julie Jášová (* 1987), Volleyballspielerin
- Josef Rezek (* 1990), Eishockeyspieler
- Roman Horák (* 1991), Eishockeyspieler
- Václav Drchal (* 1999), Fußballspieler
- Tomáš Němejc (* 2000), Sprinter
- Renata Zachová (* 2000), Judoka

### 21. Jahrhundert
- Adéla Holubová (* 2007), Mittelstreckenläuferin
- Michal Rada (* 2007), Hürdenläufer

## Im Ort wirkten
- Vladimír Boublík (1928–1974), tschechischer theologischer Philosoph
- Hynek Burda (* 1952), Zoologe
- Maximilian Daublebsky von Sterneck (1829–1897), Admiral und Kommandant der österreichisch-ungarischen Marine
- Ema Destinová (1878–1930), tschechische Sopranistin
- Friedrich der Weise (um 1339–1393), Herzog von Bayern
- Otakar Jeremiáš (1892–1962), böhmischer Komponist
- Miloš Lánský (1926–2005), Mitgründer der Schule der kybernetischen Pädagogik oder Bildungsinformatik
- František Daniel Merth (1915–1995), katholischer Priester und Dichter
- Johannes Nepomuk Neumann (1811–1860), Bischof von Philadelphia und Heiliger der katholischen Kirche
- Johann Peter (1858–1935), österreichischer Schriftsteller
- Franz Xaver Reitterer (1868–1932), Schriftsteller, Abgeordneter zum böhmischen Landtag (1908) und Begründer der Verlagsanstalt Moldavia in Budweis